# Nikola Vasiljević (calciatore 1991)
Nikola Vasiljević (in serbo Никола Васиљевић?; Lazarevac, 30 giugno 1991) è un calciatore serbo, difensore del Kolubara.